# مزار بی آبه
مزار بی آبه مربوط به سده ۱۰ و ۱۱ ق است و در شهرستان فریمان، ۱۰۰ متری غرب روستای بی آبه واقع شده و این اثر در تاریخ ۲ آبان ۱۳۸۲ با شمارهٔ ثبت ۱۰۴۵۵ به‌عنوان یکی از آثار ملی ایران به ثبت رسیده‌است.